# Vicepresidente de Nigeria
El vicepresidente de Nigeria es el segundo al mando tras el Presidente de Nigeria en el gobierno de este país africano. Oficialmente es nombrado como vicepresidente de la República Federal de Nigeria.

## Historia
La Federación de Nigeria alcanzó su independencia el 1 de octubre de 1960, como antigua colonia británica fue incluida en la Mancomunidad Británica de Naciones y la reina Isabel II se convirtió en jefe del estado representada a través de un gobernador general. El jefe del gobierno era el primer ministro
En 1963 la Federación de Nigeria se transformó en una república federal con Nnamdi Azikiwe como primer presidente. El cargo de primer ministro se mantuvo hasta 1966 cuando un golpe de Estado derrocó al presidente Azikiwe, y estableció una dictadura militar hasta 1979, a partir de ese momento, el cargo de primer ministro fue abolido y sustituido por el vicepresidente.
El cargo se mantuvo incluso cuando el jefe de Estado, el militar Ibrahim Babangida, restituyó el cargo de primer ministro en la figura de Ernest Shonekan, quien sustituiría a Babangida como presidente. Con el presidente Shonekan el cargo de vicepresidente fue abolido, y no sería hasta noviembre de 1993 cuando el jefe del estado Sani Abacha  restituyó el cargo de vicepresidente que se mantiene hasta la actualidad, salvo en el periodo de 1997 a 1998.

## Mandato
El candidato vicepresidencial es elegido junto al presidente para un periodo de cuatro años. El vicepresidente puede ser cesado tanto por el presidente como por la Asamblea Nacional (artículo 143). En caso de incapacidad física o mental o juicio por mala conducta del vicepresidente, este deberá ser sustituido por un nuevo candidato nombrado por el presidente (artículo 146).
En estos casos que la presidencia queda vacante será el vicepresidente quien asuma el cargo presidencial; si la vicepresidencia se hallara vacante será el presidente del senado quien ocupe el cargo de presidente (artículo 146).
El Akinola Aguda House es su residencia oficial.

## Lista de vicepresidentes (1966-actualidad)
| Espectro político        |
| ------------------------ |
| NCNC NPN militar PDP APC |

| Vicepresidente                                                 | Vicepresidente | Vicepresidente                         | Inicio                  | Fin                     | Partido | Elecciones | Presidente | Presidente                       | Presidente |
| -------------------------------------------------------------- | -------------- | -------------------------------------- | ----------------------- | ----------------------- | ------- | ---------- | ---------- | -------------------------------- | ---------- |
|                                                                |                | Babafemi Ogundipe (1924-1971)          | 16 de enero de 1966     | 29 de julio de 1966     | militar | -          |            | Johnson Aguiyi-Ironsi (1966)     |            |
|                                                                |                | Joseph Edet Akinwale Wey (1918-1991)   | 1 de agosto de 1966     | 29 de julio de 1975     | militar | -          |            | Yakubu Gowon (1966-1975)         |            |
|                                                                |                | Olusegun Obasanjo (1937-)              | 29 de julio de 1975     | 13 de febrero de 1976   | militar | -          |            | Murtala Mohammed (1975-1976)     |            |
|                                                                |                | Shehu Musa Yar'Adua (1943-1997)        | 13 de febrero de 1976   | 1 de octubre de 1979    | militar | -          |            | Olusegun Obasanjo (1976-1979)    |            |
|                                                                |                | Alex Ifeanyichukwu Ekwueme (1932-2017) | 1 de octubre de 1979    | 31 de diciembre de 1983 | NPN     | 1979 1983  |            | Shehu Shagari (1979-1983)        |            |
|                                                                |                | Tunde Idiagbon (1943-1999)             | 31 de diciembre de 1983 | 27 de agosto de 1985    | militar | -          |            | Muhammadu Buhari (1983-1985)     |            |
|                                                                |                | Ebitu Ukiwe (1940-)                    | 27 de agosto de 1985    | octubre de 1986         | militar | -          |            | Ibrahim Babangida (1985-1993)    |            |
|                                                                |                | Augustus Aikhomu (1939-2011)           | octubre de 1986         | 26 de agosto de 1993    | militar | 1993       |            | Ibrahim Babangida (1985-1993)    |            |
| cargo abolido (26 de agosto de 1993 - 17 de noviembre de 1993) |                |                                        |                         |                         |         |            |            |                                  |            |
|                                                                |                | Oladipo Diya (1944-2023)               | 17 de noviembre de 1993 | 21 de diciembre de 1997 | militar | -          |            | Sani Abacha (1993-1998)          |            |
| cargo abolido (21 de diciembre de 1993 - 8 de junio de 1998)   |                |                                        |                         |                         |         |            |            | Sani Abacha (1993-1998)          |            |
|                                                                |                | Michael Akhigbe (1946-2013)            | 8 de junio de 1998      | 29 de mayo de 1999      | militar | -          |            | Abdulsalami Abubakar (1998-1999) |            |
|                                                                |                | Atiku Abubakar (1946-)                 | 29 de mayo de 1999      | 29 de mayo de 2007      | PDP     | 1999 2003  |            | Olusegun Obasanjo (1999-2007)    |            |
|                                                                |                | Goodluck Jonathan (1957-)              | 29 de mayo de 2007      | 5 de mayo de 2010       | PDP     | 2007       |            | Umaru Yar'Adua (2007-2010)       |            |
|                                                                |                | Namadi Sambo (1954-)                   | 5 de mayo de 2010       | 29 de mayo de 2015      | PDP     | 2011       |            | Goodluck Jonathan (2010-2015)    |            |
|                                                                |                | Yemi Osinbajo (1957-)                  | 29 de mayo de 2015      | 29 de mayo de 2023      | APC     | 2015       |            | Muhammadu Buhari (2015-2023)     |            |
|                                                                |                | Kashim Shettima (1966-)                | 29 de mayo de 2015      | Presente                | APC     | 2023       |            | Bola Tinubu (2023-)              |            |

- Datos: Q2625960